# Eugène Maunoury
Eugène Maunoury (1830–1896) byl francouzský fotograf a kreslíř působící v Latinské Americe ve druhé polovině 19. století. Sehrál významnou roli v raném rozvoji fotografie v Jižní Americe, zejména v Chile a Peru během 50. a 60. let 19. století.

## Život a dílo
Maunoury se narodil v roce 1830 ve Villeparisis u Paříže. Od roku 1858 působil v Chile, zejména ve městech Santiago a Valparaíso, kde fotografoval městské scenérie, krajiny i portréty místních obyvatel. V roce 1858 dokumentoval velký požár ve Valparaísu.
V roce 1861 se přestěhoval do Limy v Peru, kde si otevřel ateliér na adrese Calle del Palacio 71. Jeho studio bylo luxusně zařízené evropským nábytkem, hedvábím a sametem. Roku 1862 byl prezentován jako zástupce slavného francouzského fotografa Nadara v Peru, což mu umožnilo používat charakteristický červený podpis „N“ na svých fotografiích.
Jeho práce zahrnovala portréty, městské scenérie, krajiny a post mortem fotografie. Maunoury zároveň spolupracoval s pařížským magazínem Le Monde Illustré jako dopisovatel z Jižní Ameriky, pro který zasílal zprávy a ilustrace z Peru. Mezi jeho příspěvky patřily například pohřeb prezidenta Miguela de San Romána v roce 1863 a zasedání mezinárodního kongresu jihoamerických států v roce 1864.
V roce 1865 se Maunoury stal terčem kritiky peruánského tisku kvůli ilustraci, která zobrazovala útok na španělské námořníky v Callao. Tato kontroverze vedla k jeho odchodu z Peru. Jeho studio převzali bratři Courretovi, kteří pokračovali v jeho fotografickém odkazu. Eugenio Courret později vedl slavné studio Courret v Limě. Po návratu do Francie Maunoury pokračoval ve fotografické činnosti až do své smrti v roce 1896. Jeho práce zůstávají důležitým svědectvím o životě v Jižní Americe v 19. století.

## Galerie

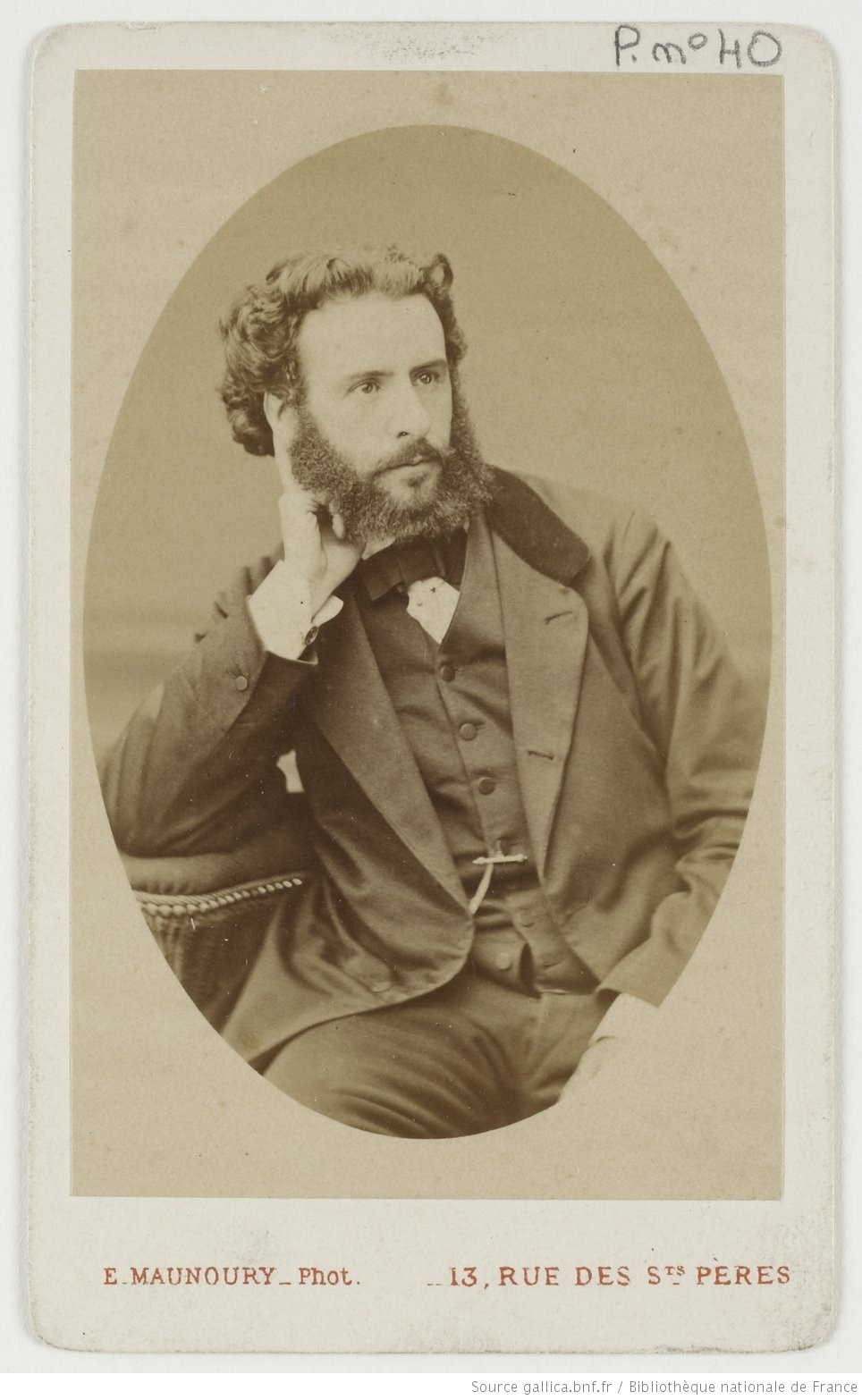
Richard Cortambert, francouzský geograf
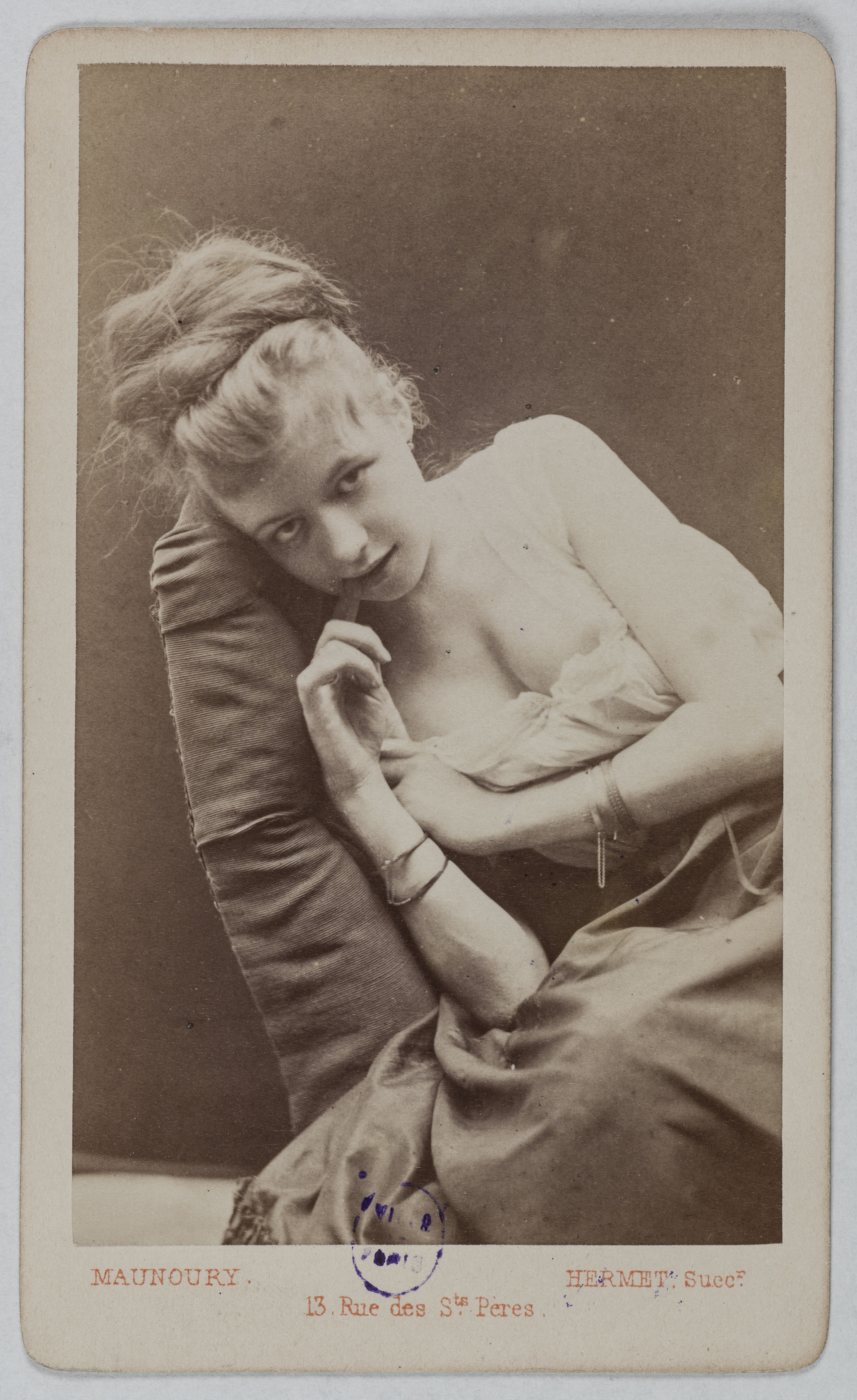
Herečka Evans Jeanne
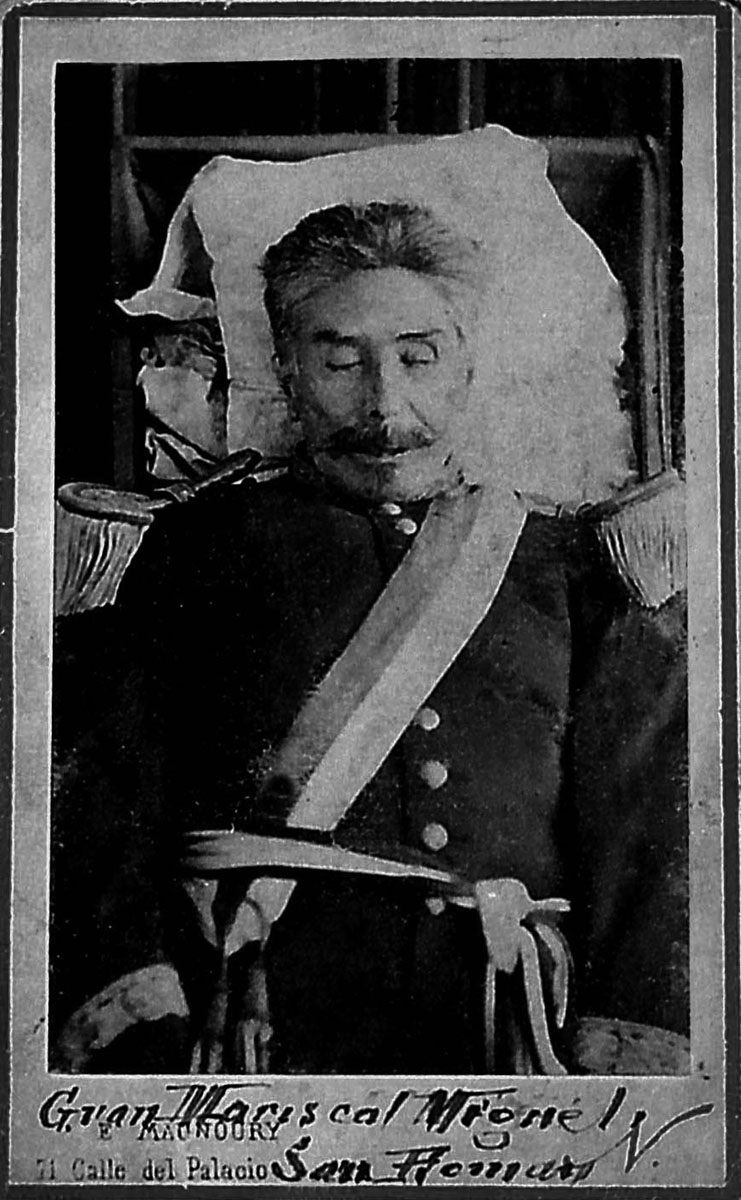
Na začátku roku 1863 prezident San Román onemocněl a přestěhoval se do své rezidence v přímořském letovisku Chorrillos, kde dále pracoval se svými ministry. Dne 30. března se jeho zdravotní stav zhoršil. Lékaři přiznali, že se zmýlili v diagnóze: jeho nemoc ve skutečnosti postihla játra a ledviny. Zemřel ve městě Chorrillos dne 3. dubna 1863.
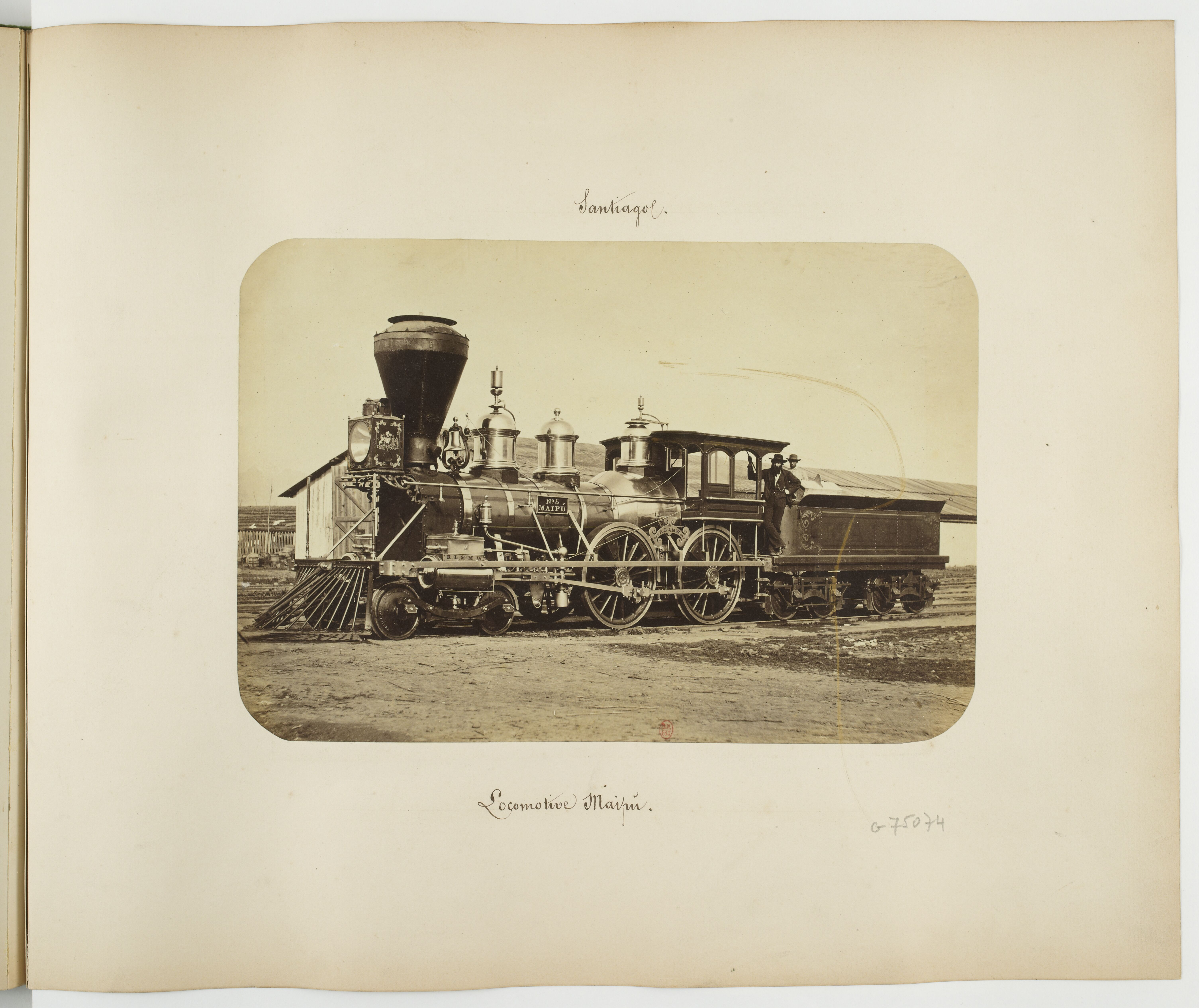
Cyklus fotografií v albu Andenken an Chile Vzpomínka na Chile. Parní lokomotivy, námořní výcvik, odsouzenci k smrti, zvyky a obyčeje – Chile, Santiago (Chile), Valparaíso (Chile), krajiny – 1800–1869, portréty – 1800–1869, výjevy ze života – 1800–1869; fotografie z roku 1865
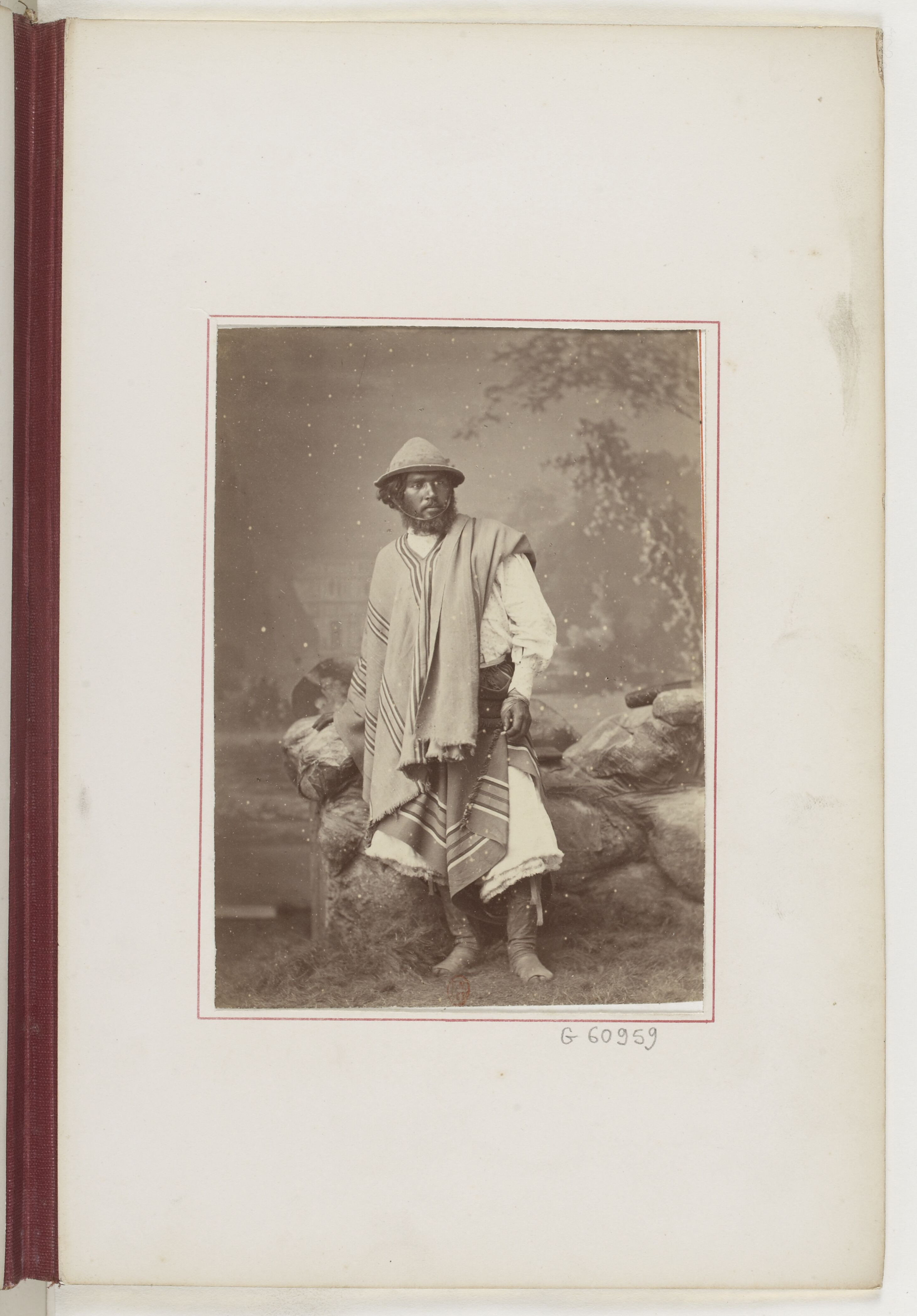
Sbírka fotografií: Types sud-américains, personnalités péruviennes ou de passage au Pérou (Typy Jižní Ameriky, peruánské osobnosti nebo osobnosti procházející Peru), Maunoury byl jedním z autorů fotografií